# Universidade Alberto Chipande
A Universidade Alberto Chipande (UniAC) é uma instituição de ensino superior de Direito Privado, dotada de autonomia financeira, pedagógica e administrativa, juridicamente reconhecida pelo Decreto 81/2021 e publicado no BR nº 194 série I de 08 de Outubro de 2021. Tem a sua sede na Cidade da Beira, e Delegações nas cidades de Pemba e Maputo.

## História
Antes de ter sido aprovada pelo Conselho de Ministros de Moçambique como Universidade, a UniAC detinha o estatuto de Instituição Superior de ensino e se designava de Instituto Superior de Ciências e Tecnologia Alberto Chipande (ISCTAC). 
O nome da instituição faz referência a um dos heróis nacionais da luta armada de libertação nacional de Moçambique, Alberto Chipande.

## Cronologia
- A UniAC lança a 1 de setembro de 2014 a sua primeira revista científica (Vol. 01, Ano I, Edição Nº 01, setembro de 2014 Registo: Nº 82/GABINFO).[3]

- Cria-se a Rádio e Televisão Académica de Moçambique, no dia 15 de dezembro de 2015. [4]

- Em 2018, O Instituto Superior de Ciências e Tecnologia Alberto Chipande, da UniAC, na Beira, lançou o seu primeiro filme educativo sobre HIV/SIDA. O filme com a duração de oitenta minutos, retrata uma história de factos reais de um casal em que o marido empresário envolvia-se com trabalhadoras de sexo sem proteção. “O objetivo do filme é para incentivar a mudança de comportamento e aderência aos serviços do TARV”, disse Mabor Mestiço, mentor do filme.[5]

- Em finais de 2018, Um total de 200 estudantes de mestrado no Instituto Superior de Ciências e Tecnologia Alberto Chipande em Moçambique estiveram a ser formados na área de medicina geral por especialistas portugueses, uma iniciativa promovida pela Health for Mozambican Children and Families.[6]

- Em 2019, “O Instituto Superior de Ciências e Tecnologia Alberto Chipande, da UniAC,  introduziu, a partir do ano lectivo de 2020, um curso de Engenharia em Gestão de Calamidades e Desastres Naturais com o objetivo de contribuir para responder aos desafios que o país tem enfrentado nesta matéria”, depois da cidade que alberga a sua Sede, ser atingida por eventos climáticos devastadores, caso do ciclone tropical Idai e Kenneth.[7]

- Em 2020, decorrente do pico da crise pandémica, o Instituto Superior de Tecnologia Alberto Chipande, da UniAC, passou a produzir álcool gel a partir de matéria-prima local, com vista a responder a procura no mercado, que aumentava na altura, devido ao COVID-19.[8] "O gel de álcool que estamos a produzir é, em primeiro lugar, beneficiar as comunidades e unidades de saúde mais carenciadas da cidade da Beira e do distrito de Búzi, numa ação que será coordenada pelo governo através do setor da saúde", explicou Júlio Taimira, vice-reitor do ISCTAC. "Escolhemos a Beira e Búzi porque são as zonas que mais sofreram com o ciclone Idai há cerca de um ano. Muitas das comunidades da região ainda estão em grande necessidade." O ISCTAC estima que pode fazer 2.000 unidades de 50 mililitros nos primeiros 30 dias.[9]

## Instituições parceiras
- Universidade do Porto;
- Instituto politécnico de Lisboa;
- Associação das Universidades de Língua Portuguesa;
- Health for Mozambican Children and Families, entre outras.

## Alumni notáveis
- Bernardino Rafael, antigo Comandante-Geral da PRM;[10]
- Henriques Bongece, antigo Vice-Ministro do Mar, Águas Interiores de Moçambique e atual Secretário de Estado da província de Maputo;[11] [12]
- Josefina Beato Mateus Mpelo, atual Ministra dos Antigos Antigos Combatentes de Moçambique.[13]